# Кріпильні матеріали
Кріпи́льні матеріа́ли (рос. крепежные материалы, англ. support materials; нім. Ausbaumaterialien n pl, Ausbaustoffe m pl) — матеріали (вироби) для кріплення гірничих виробок. 
До кріпильних матеріалів належать лісоматеріали, сталь і чавун, в'яжучі речовини й розчини, бетон і залізобетон, природні або штучні камені, полімерні матеріали (склопластик, пластобетон, синтетичні смоли тощо).